# Giro di Lombardia 1958
Il Giro di Lombardia 1958, cinquantaduesima edizione della corsa, fu disputata il 19 ottobre 1958, su un percorso totale di 243 km. Fu vinta dall'italiano Nino Defilippis, giunto al traguardo con il tempo di 6h07'12" alla media di 39,706 km/h, precedendo lo spagnolo Miguel Poblet ed il belga Michel Van Aerde.
Presero il via da Milano 146 ciclisti e 105 di essi portarono a termine la gara.

## Ordine d'arrivo (Top 10)
| Pos. | Corridore             | Squadra      | Tempo    |
| ---- | --------------------- | ------------ | -------- |
| 1    | Nino Defilippis       | Carpano      | 6h07'12" |
| 2    | Miguel Poblet         | Ignis        | a 7"     |
| 3    | Michel Van Aerde      | Carpano      | s.t.     |
| 4    | Jozef Schils          | Faema-Guerra | s.t.     |
| 5    | Giuseppe Calvi        | Ghigi        | s.t.     |
| 6    | Pino Cerami           | Peugeot      | s.t.     |
| 7    | Tranquillo Scudellaro | Torpado      | s.t.     |
| 8    | Ercole Baldini        | Legnano      | s.t.     |
| 9    | Armando Pellegrini    | Faema-Guerra | s.t.     |
| 10   | Angelo Conterno       | Carpano      | s.t.     |